# To the Sea
To the Sea è il quinto album in studio di Jack Johnson, pubblicato il 26 maggio 2010 in Giappone, il 31 maggio 2010 in Gran Bretagna e il 1º giugno 2010 in Italia e negli Stati Uniti.
Registrato in tre settimane nel mese di febbraio 2010 si è avvalso di due sale di incisione a energia solare: lo studio "The mango tree" alle Hawaii e il "Solar powered Plastic Plant" di Los Angeles a testimonianza del proprio impegno nei confronti delle tematiche ambientali.
In un'intervista alla rete televisiva americana MTV, riguardo al titolo dell'album Jack Johnson ha detto: "È un riferimento a un padre che porta il figlio al mare, con l'acqua che rappresenta il subconscio. Cerca di andare sotto la superficie e comprendere se stesso".

Il primo singolo estratto dall'album è You and Your Heart il cui ritornello recita: "Tu e il tuo cuore non dovreste sentirvi così distanti".

## Tracce
Edizione standard
1. You and Your Heart – 3:13
2. To the Sea - 3:30
3. No Good with Faces - 3:31
4. At or with Me - 3:58
5. When I Look Up - 0:58
6. From the Clouds - 3:05
7. My Little Girl - 2:21
8. Turn Your Love - 3:12
9. The Upsetter - 3:49
10. Red Wine, Mistakes, Mythology - 4:03
11. Pictures of People Taking Pictures - 3:20
12. Anything but the Truth - 2:54
13. Only the Ocean - 3:43

Tracce bonus
1. Better Together (feat. Paula Fuga) (Bonus Track solo su iTunes) - 4:15
2. What You Thought You Need (Live From Yokohama) (Bonus Track nella versione giapponese) - 4:17

## Musicisti
- Jack Johnson - voce, chitarra
- Merlo Podlewski - chitarra basso
- Zach Gill - tastiere
- Adam Topol - batteria
- Robert Carranza - ingegnere del suono

## Tour
Con l'uscita dell'album sono stati predisposti alcuni concerti in Europa dal 16 giugno al 7 luglio 2010. Il To the Sea tour arriva in Germania, Paesi Bassi, Francia, Gran Bretagna, Belgio e Danimarca. Le prime due date statunitensi programmate il 23 e 24 aprile 2010, a meno di un mese dall'esibizione avevano già fatto registrare il tutto esaurito.

## Classifiche
Il disco è entrato direttamente al primo posto della Billboard 200, la classifica degli album più venduti negli Stati Uniti, con oltre 243 000 copie vendute. Analogamente, To the Sea ha esordito in vetta alla classifica degli album anche in Regno Unito, Canada, Nuova Zelanda, Australia e Svizzera.
| Paese (2010)                | Massima posizione | Certificazione |
| --------------------------- | ----------------- | -------------- |
| Australia                   | 1                 | Oro            |
| Austria                     | 4                 | -              |
| Belgio (Fiandre)            | 13                | -              |
| Belgio (Vallonia)           | 11                | -              |
| Canada                      | 1                 | Platino        |
| Danimarca                   | 9                 | -              |
| Paesi Bassi                 | 8                 | -              |
| European Top 100 Albums     | 1                 | -              |
| Germania                    | 4                 | -              |
| Irlanda                     | 15                | -              |
| Italia                      | 72                | -              |
| Giappone                    | 7                 | -              |
| Francia                     | 18                | -              |
| Spagna                      | 12                | -              |
| Nuova Zelanda               | 1                 | Oro            |
| Norvegia                    | 37                | -              |
| Svezia                      | 20                | -              |
| Svizzera                    | 1                 | Oro            |
| Regno Unito                 | 1                 | Oro            |
| Stati Uniti - Billboard 200 | 1                 | Oro            |
| Portogallo                  | 30                | -              |
| Grecia                      | 10                | -              |